# 1988 AG
1988 AG är en asteroid i huvudbältet som upptäcktes den 11 januari 1988 av de båda japanska astronomerna Tsutomu Hioki och Nobuhiro Kawasato i Okutama.
Asteroiden har en diameter på ungefär 10 kilometer.